# Campionati italiani assoluti di atletica leggera 2010
I C Campionati italiani assoluti di atletica leggera si sono tenuti a Grosseto, presso lo Stadio Carlo Zecchini, dal 30 giugno al 1º luglio 2010.

## Risultati

### Uomini
| Specialità                                                                              | Oro | Prestazione | Argento                                                                                    | Prestazione | Bronzo                                                                                           | Prestazione |
| Corse                                                                                   | |             |                                                                                            |             |                                                                                                  |             |
| 100 m                                                                                   | Simone Collio Gruppi Sportivi Fiamme Gialle                                                                   | 10"16       | Emanuele Di Gregorio Centro Sportivo Aeronautica Militare                                  | 10"22       | Fabio Cerutti Gruppi Sportivi Fiamme Gialle                                                      | 10"24       |
| 200 m                                                                                   | Roberto Donati Centro Sportivo Esercito                                                                       | 20"98       | Claudio Licciardello Gruppi Sportivi Fiamme Gialle                                         | 21"05       | Emanuele Abate Gruppo Sportivo Fiamme Oro                                                        | 21"14       |
| 400 m                                                                                   | Marco Vistalli Gruppo Sportivo Fiamme Oro                                                                     | 45"95       | Luca Galletti Centro Sportivo Carabinieri                                                  | 46"72       | Isalbet Juarez Gruppo Sportivo Fiamme Oro                                                        | 46"85       |
| 800 m                                                                                   | Lukas Rifesser Centro Sportivo Esercito                                                                       | 1'50"61     | Dario Ceccarelli Gruppo Sportivo Fiamme Oro                                                | 1'51"34     | Livio Sciandra Centro Sportivo Aeronautica Militare                                              | 1'51"54     |
| 1500 m                                                                                  | Gilio Iannone Centro Sportivo Esercito                                                                        | 3'45"77     | Mario Scapini CUS Pro Patria Milano                                                        | 3'46"50     | Simone Gariboldi Gruppo Sportivo Fiamme Oro                                                      | 3'46"62     |
| 5000 m                                                                                  | Stefano La Rosa Centro Sportivo Carabinieri                                                                   | 14'12"29    | Markus Ploner ASV Sterzing Volksbank                                                       | 14'14"24    | Daniele Meucci Centro Sportivo Esercito                                                          | 14'14"37    |
| 10 000 m                                                                                | Daniele Meucci Centro Sportivo Esercito                                                                       | 29'49"25    | Cosimo Caliandro Gruppi Sportivi Fiamme Gialle                                             | 30'03"58    | Ahmed El Mazoury Gruppi Sportivi Fiamme Gialle                                                   | 30'03"99    |
| 3000 m siepi                                                                            | Yuri Floriani Gruppi Sportivi Fiamme Gialle                                                                   | 8'36"22     | Matteo Villani Centro Sportivo Carabinieri                                                 | 8'41"66     | François Marzetta CUS dei Laghi - Atletica Varese                                                | 8'46"60     |
| 110 m hs                                                                                | Stefano Tedesco Gruppi Sportivi Fiamme Gialle                                                                 | 13"77       | Emanuele Abate Gruppo Sportivo Fiamme Oro                                                  | 14"09       | John Mark Nalocca Centro Sportivo Carabinieri                                                    | 14"21       |
| 400 m hs                                                                                | Giacomo Panizza Gruppo Sportivo Fiamme Oro                                                                    | 50"34       | Gianni Carabelli Centro Sportivo Carabinieri                                               | 50"83       | Leonardo Capotosti Gruppi Sportivi Fiamme Gialle                                                 | 51"49       |
| Marcia 10 000 m                                                                         | Alex Schwazer Centro Sportivo Carabinieri                                                                     | 40'04"99    | Giorgio Rubino Gruppi Sportivi Fiamme Gialle                                               | 40'43"12    | Daniele Paris Centro Sportivo Aeronautica Militare                                               | 42'52"43 >  |
| Staffetta 4×100 m                                                                       | Centro Sportivo Aeronautica Militare Jacques Riparelli Alessandro Berdini Davide Manenti Emanuele Di Gregorio | 40"30       | Gruppo Sportivo Fiamme Oro Luca Verdecchia Daniele Greco Emanuele Abate Maurizio Checcucci | 40"42       | Atletica Riccardi Massimiliano Dentali Giovanni Tomasicchio Emanuele Gelmi Gaetano Leone         | 40"54       |
| Staffetta 4×400 m                                                                       | Centro Sportivo Carabinieri Teo Turchi Marco Salvucci Jacopo Marin Luca Galletti                              | 3'11"35     | Assindustria Sport Francesco Costa Mattia Picello Alessio Ramalli Francesco Cappellin      | 3'12"18     | Atletica Futura Roma Casimiro Sciscione Mario Di Giambattista Paolo Ziantoni Francesco Cavazzani | 3'14"23     |
| Concorsi                                                                                | |             |                                                                                            |             |                                                                                                  |             |
| Salto in alto                                                                           | Filippo Campioli Centro Sportivo Esercito                                                                     | 2,28 m      | Marco Fassinotti Centro Sportivo Aeronautica Militare                                      | 2,26 m      | Giulio Ciotti Gruppo Sportivo Fiamme Azzurre                                                     | 2,24 m      |
| Salto con l'asta                                                                        | Giorgio Piantella Centro Sportivo Carabinieri                                                                 | 5,50 m      | Matteo Rubbiani Centro Sportivo Aeronautica Militare                                       | 5,50 m      | Sergio D'Orio Gruppi Sportivi Fiamme Gialle                                                      | 5,40 m      |
| Salto in lungo                                                                          | Andrew Howe Centro Sportivo Aeronautica Militare                                                              | 8,16 m =    | Emanuele Formichetti Stato Maggiore Esercito DAR                                           | 8,10 m      | Stefano Tremigliozzi Centro Sportivo Aeronautica Militare                                        | 7,96 m      |
| Salto triplo                                                                            | Fabrizio Donato Gruppi Sportivi Fiamme Gialle                                                                 | 17,00 m     | Fabrizio Schembri Centro Sportivo Carabinieri                                              | 16,74 m     | Michele Boni Centro Sportivo Aeronautica Militare                                                | 16,38 m     |
| Getto del peso                                                                          | Andrea Ricci Sport Club Catania                                                                               | 18,17 m     | Marco Dodoni Gruppo Sportivo Forestale                                                     | 18,10 m     | Paolo Dal Soglio Centro Sportivo Carabinieri                                                     | 18,00 m     |
| Lancio del disco                                                                        | Hannes Kirchler Centro Sportivo Carabinieri                                                                   | 61,46 m     | Marco Zitelli Centro Sportivo Aeronautica Militare                                         | 60,29 m     | Giovanni Faloci Gruppi Sportivi Fiamme Gialle                                                    | 58,66 m     |
| Lancio del martello                                                                     | Nicola Vizzoni Gruppi Sportivi Fiamme Gialle                                                                  | 75,39 m     | Marco Lingua Gruppi Sportivi Fiamme Gialle                                                 | 72,97 m     | Lorenzo Povegliano Centro Sportivo Carabinieri                                                   | 71,60 m     |
| Lancio del giavellotto                                                                  | Roberto Bertolini Gruppo Sportivo Fiamme Oro                                                                  | 73,79 m     | Leonardo Gottardo Centro Sportivo Aeronautica Militare                                     | 71,07 m     | Gianluca Tamberi Gruppi Sportivi Fiamme Gialle                                                   | 71,01 m     |
| record dei campionati; record nazionale; record personale; record personale stagionale. | |             |                                                                                            |             |                                                                                                  |             |

### Donne
| Specialità                                                                              | Oro                                                                                            | Prestazione | Argento                                                                                  | Prestazione | Bronzo                                                                                      | Prestazione  |
| Corse                                                                                   |                                                                                                |             |                                                                                          |             |                                                                                             |              |
| 100 m                                                                                   | Manuela Levorato Centro Sportivo Aeronautica Militare                                          | 11"49       | Jessica Paoletta Centro Sportivo Esercito                                                | 11"52       | Giulia Arcioni Gruppo Sportivo Forestale                                                    | 11"67        |
| 200 m                                                                                   | Giulia Arcioni Gruppo Sportivo Forestale                                                       | 23"40       | Tiziana Grasso CUS Parma                                                                 | 23"78       | Jessica Paoletta Centro Sportivo Esercito                                                   | 23"89        |
| 400 m                                                                                   | Libania Grenot Gruppi Sportivi Fiamme Gialle                                                   | 51"14       | Marta Milani Centro Sportivo Esercito                                                    | 52"27       | Chiara Bazzoni Centro Sportivo Esercito                                                     | 53"25        |
| 800 m                                                                                   | Antonella Riva CUS Parma                                                                       | 2'06"96     | Elisabetta Artuso Gruppo Sportivo Forestale                                              | 2'07"62     | Cristina Grange Fondiaria SAI Atletica                                                      | 2'08"33      |
| 1500 m                                                                                  | Elisa Cusma Centro Sportivo Esercito                                                           | 4'09"93     | Elena Romagnolo Centro Sportivo Esercito                                                 | 4'10"59     | Margherita Magnani CUS Bologna                                                              | 4'15"53      |
| 5000 m                                                                                  | Federica Dal Rì Centro Sportivo Esercito                                                       | 16'03"58    | Veronica Inglese Centro Sportivo Esercito                                                | 16'21"36    | Claudia Finielli Runner Team 99                                                             | 16'31"78     |
| 10 000 m                                                                                | Claudia Finielli Runner Team 99                                                                | 34'06"84    | Martina Faciani Runner Team 99                                                           | 34'07"70    | Giovanna Epis Gruppo Sportivo Forestale                                                     | 34'19"37     |
| 3000 m siepi                                                                            | Valentina Costanza Centro Sportivo Esercito                                                    | 9'58"78     | Micaela Bonessi Associazione Maratonina Udinese                                          | 10'01"65    | Giulia Martinelli Atletica Studentesca CA.RI.RI.                                            | 10'05"49     |
| 100 m hs                                                                                | Marzia Caravelli CUS Cagliari                                                                  | 13"33       | Veronica Borsi Gruppi Sportivi Fiamme Gialle                                             | 13"43       | Giulia Pennella Centro Sportivo Esercito                                                    | 13"58        |
| 400 m hs                                                                                | Manuela Gentili CUS Palermo                                                                    | 55"78       | Benedetta Ceccarelli Centro Sportivo Carabinieri                                         | 57"09       | Anna Laura Marone CUS Torino                                                                | 58"61        |
| Marcia 5000 m                                                                           | Sibilla Di Vincenzo Assindustria Sport Padova                                                  | 22'42"00 >  | Serena Pruner Società Ginnastica Amsicora                                                | 22'54"48    | Eleonora Anna Giorgi Atletica Lecco Colombo Costruzioni                                     | 22'59"47 > ~ |
| Staffetta 4×100 m                                                                       | Gruppo Sportivo Forestale Maria Enrica Spacca Manuela Grillo Giulia Arcioni Martina Giovanetti | 44"94       | Centro Sportivo Esercito Giulia Pennella Rita De Cesaris Jessica Paoletta Ilenia Draisci | 45"67       | Italgest Athletic Club Laura Gamba Marta Maffioletti Martina Fugazza Michela D'Angelo       | 45"87        |
| Staffetta 4×400 m                                                                       | Fondiaria SAI Atletica Chiara Gervasi Cristina Grange Flavia Battaglia Donata Piangerelli      | 3'41"92     | Centro Sportivo Esercito Francesca Endrizzi Marta Milani Chiara Bazzoni Elisa Cusma      | 3'42"04     | Italgest Athletic Club Marta Maffioletti Marina Mambretti Elisa Somaschini Eleonora Sirtoli | 3'44"71      |
| Concorsi                                                                                |                                                                                                |             |                                                                                          |             |                                                                                             |              |
| Salto in alto                                                                           | Antonietta Di Martino Gruppi Sportivi Fiamme Gialle                                            | 2,01 m      | Raffaella Lamera Centro Sportivo Esercito                                                | 1,90 m      | Alessia Trost Atletica Brugnera Friulintagli                                                | 1,84 m       |
| Salto con l'asta                                                                        | Elena Scarpellini Centro Sportivo Aeronautica Militare                                         | 4,20 m      | Giorgia Benecchi CUS Parma                                                               | 4,00 m      | Sara Bruzzese Centro Sportivo Esercito                                                      | 3,90 m       |
| Salto in lungo                                                                          | Tania Vicenzino Centro Sportivo Esercito                                                       | 6,36 m      | Elisa Zanei Gruppo Sportivo Valsugana Trentino                                           | 6,26 m      | Elisa Demaria CUS Genova                                                                    | 6,23 m       |
| Salto triplo                                                                            | Simona La Mantia Gruppi Sportivi Fiamme Gialle                                                 | 14,00 m     | Silvia Cucchi Gruppo Sportivo Fiamme Oro                                                 | 13,51 m     | Alessandra Pietrogrande Assindustria Sport Padova                                           | 13,23 m      |
| Getto del peso                                                                          | Chiara Rosa Gruppo Sportivo Fiamme Azzurre                                                     | 18,61 m     | Julaika Nicoletti Fondiaria SAI Atletica                                                 | 16,01 m     | Cristiana Checchi Gruppo Sportivo Forestale                                                 | 15,38 m      |
| Lancio del disco                                                                        | Laura Bordignon Gruppo Sportivo Fiamme Azzurre                                                 | 54,75 m     | Valentina Aniballi Centro Sportivo Esercito                                              | 53,76 m     | Cristiana Checchi Gruppo Sportivo Forestale                                                 | 49,88 m      |
| Lancio del martello                                                                     | Silvia Salis Gruppo Sportivo Forestale                                                         | 70,23 m     | Clarissa Claretti Centro Sportivo Aeronautica Militare                                   | 69,55 m     | Elisa Palmieri Centro Sportivo Esercito                                                     | 65,37 m      |
| Lancio del giavellotto                                                                  | Zahra Bani Gruppo Sportivo Fiamme Azzurre                                                      | 59,87 m     | Silvia Carli Gruppo Sportivo Fiamme Oro                                                  | 55,08 m     | Maddalena Purgato Assindustria Sport Padova                                                 | 53,99 m      |
| record dei campionati; record nazionale; record personale; record personale stagionale. |                                                                                                |             |                                                                                          |             |                                                                                             |              |